# Saint-Étienne-au-Mont
Saint-Étienne-au-Mont là một xã ở tại tỉnh Pas-de-Calais trong vùng Hauts-de-France của Pháp.

## Địa lý
Saint-Étienne-au-Mont là một xã nông trang và công nghiệp nhẹ, có cự ly khoảng 3 dặm (4,8 km) về phía nam Boulogne, tại giao lộ của các tuyến đường D52 và D940.

## Dân số
| 1962                                                         | 1968 | 1975 | 1982 | 1990 | 1999 | 2006 |
| ------------------------------------------------------------ | ---- | ---- | ---- | ---- | ---- | ---- |
| 3423                                                         | 4389 | 4301 | 4632 | 5037 | 4995 | 5112 |
| Số liệu điều tra dân số từ năm 1962, dân số chỉ tính một lần |      |      |      |      |      |      |

## Địa điểm nổi bật
- Nhà thờ St.Etienne, thế kỷ 15.
- Lâu đài Audisque, thế kỷ 18.
- Lâu đài Lions, thế kỷ 19.